# Larry Gonick
Larry Gonick (nascido em 1946) é um professor, matemático e desenhador de banda desenhada americano.
Larry é o autor de The Cartoon History of the Universe. No Brasil lançou as obras Introdução Ilustrada à Computação  e Cálculo em Quadrinhos.